# Butler (Dakota del Sur)
Butler es un pueblo ubicado en el condado de Day en el estado estadounidense de Dakota del Sur. En el Censo de 2010 tenía una población de 17 habitantes y una densidad poblacional de 22,56 personas por km².

## Geografía
Butler se encuentra ubicado en las coordenadas 45°15′43″N 97°42′42″O / 45.26194, -97.71167. Según la Oficina del Censo de los Estados Unidos, Butler tiene una superficie total de 0.75 km², de la cual 0.75 km² corresponden a tierra firme y (0%) 0 km² es agua.

## Demografía
Según el censo de 2010, había 17 personas residiendo en Butler. La densidad de población era de 22,56 hab./km². De los 17 habitantes, Butler estaba compuesto por el 100% blancos, el 0% eran afroamericanos, el 0% eran amerindios, el 0% eran asiáticos, el 0% eran isleños del Pacífico, el 0% eran de otras razas y el 0% pertenecían a dos o más razas. Del total de la población el 0% eran hispanos o latinos de cualquier raza.